# Pawel Samecki

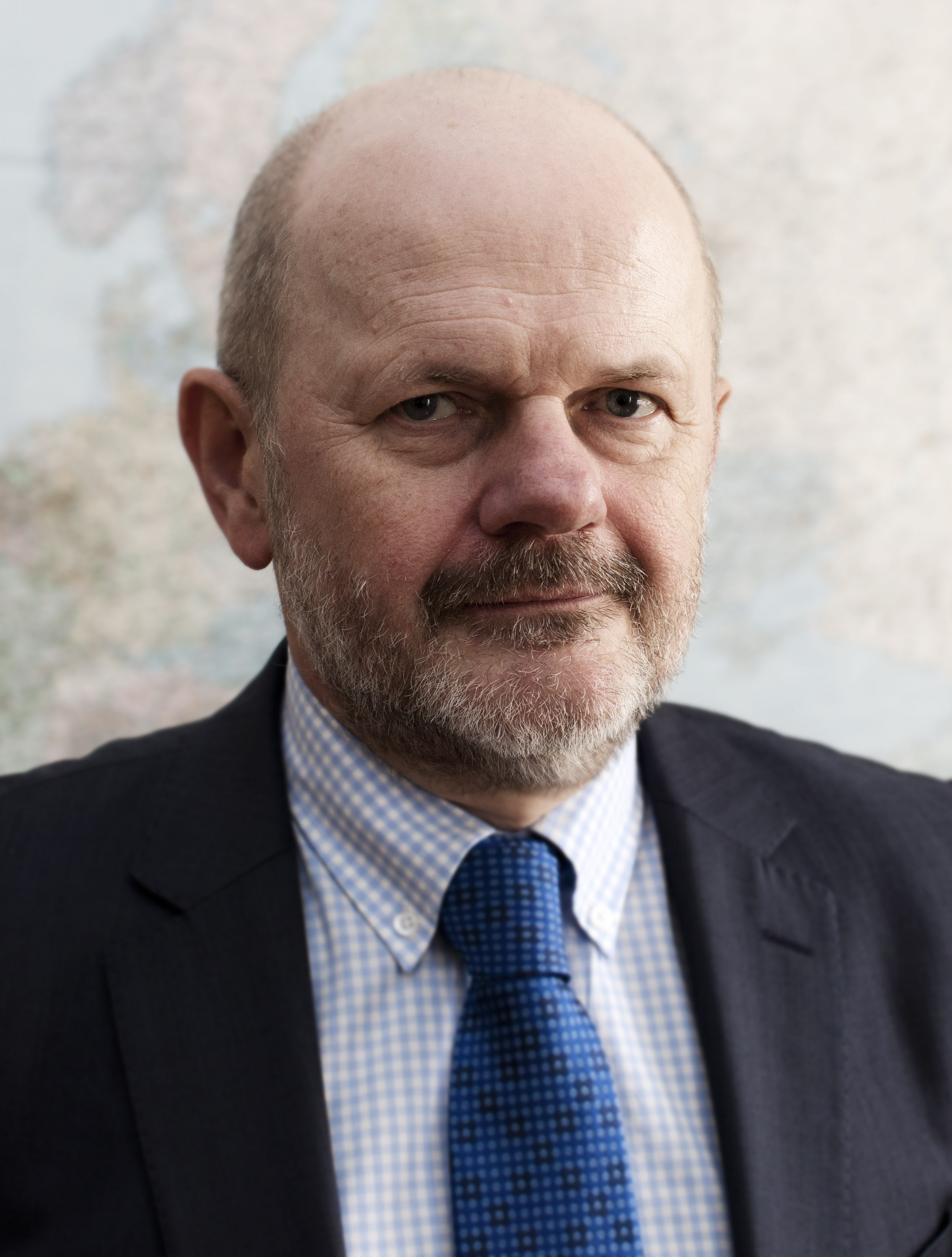

Paweł Samecki (12 de marzo de 1958 en Lodz) es economista polaco. Fue comisario de Política Regional entre junio y noviembre de 2009.
Antes de asumir su cargo en la Comisión, Pawel Samecki fue miembro del consejo de administración del Banco Nacional de Polonia, que se incorporó en 2004. Anteriormente fue coordinador de proyectos de investigación en el Centro Europeo de Natolin, Varsovia (2002-2003), Subsecretario de Estado en la Oficina del Comité de Integración Europea (1998-2002) y también en el Ministerio de Hacienda (1997-1998). Tiene un Doctorado en Economía por la Universidad de Lodz.